# Adlerfarn
Der Adlerfarn (Pteridium aquilinum) ist ein weltweit verbreiteter, auffälliger Farn. Er gehört zur Gattung der Adlerfarne (Pteridium) und zur Familie der Adlerfarngewächse (Dennstaedtiaceae). Obwohl Adlerfarn giftig ist, wird er in einigen Regionen der Welt traditionell als Wildgemüse genutzt.

## Beschreibung

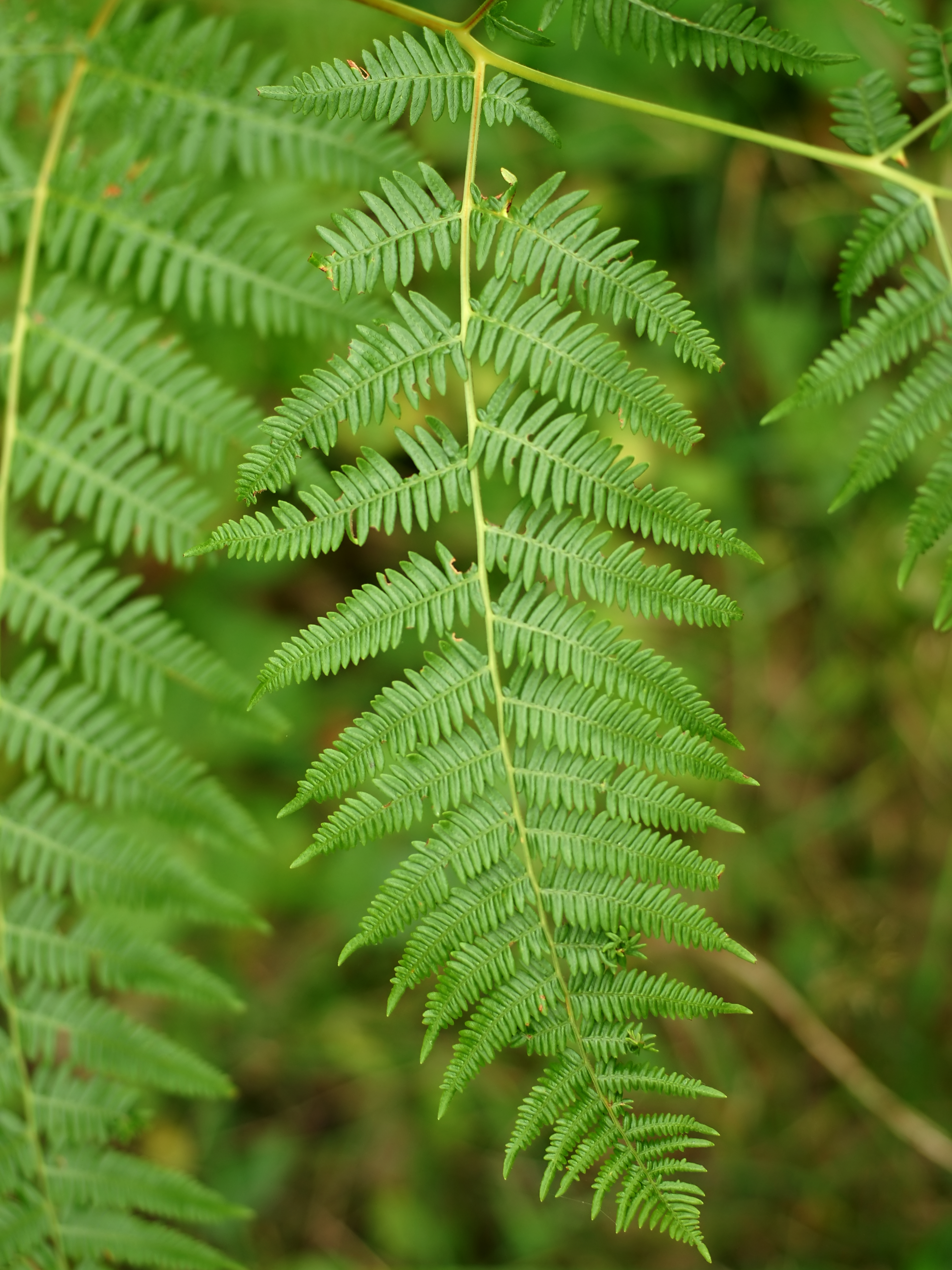
Gefiederte Fieder eines Großwedels des Adlerfarns

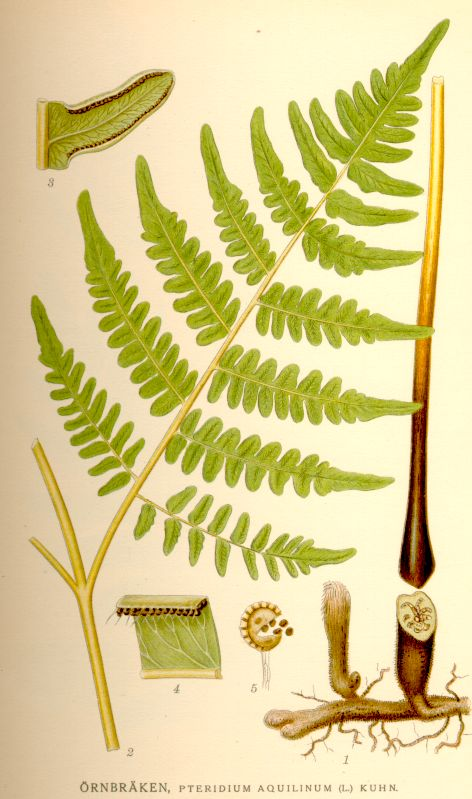
Adlerfarn (Pteridium aquilinum), Illustration

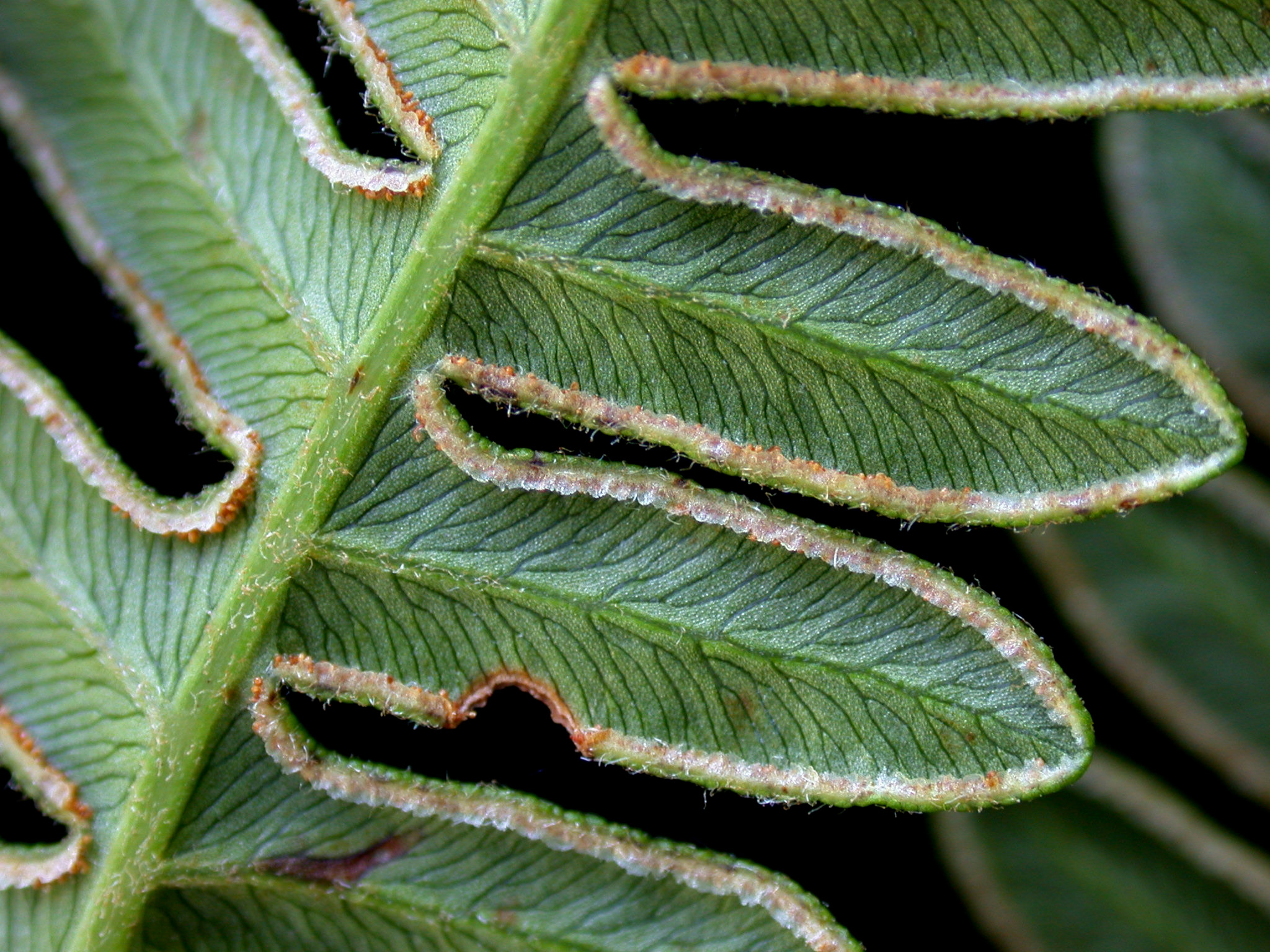
Fiederunterseite mit Sori

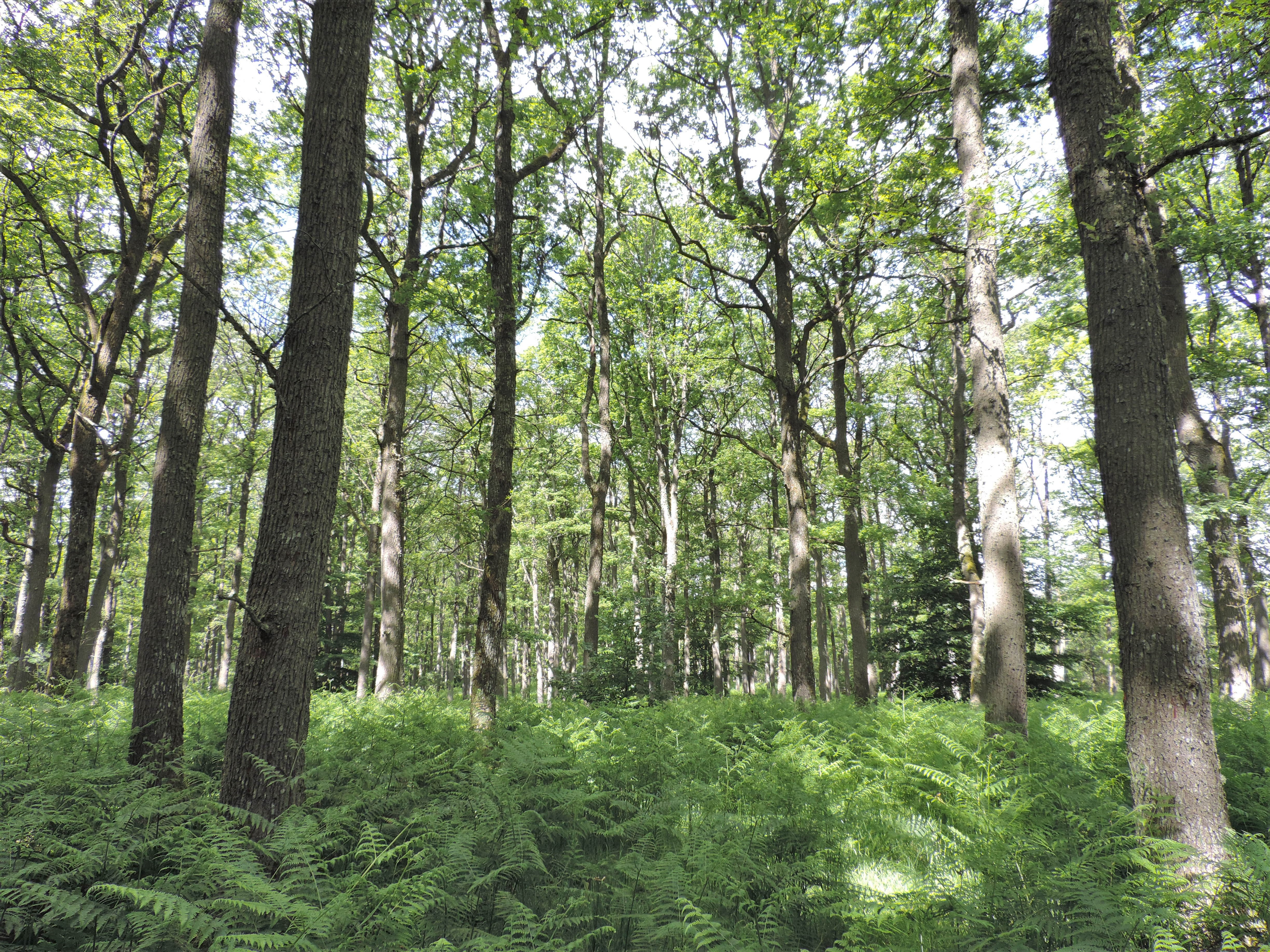
Der Adlerfarn in einem Wald. Die Pflanze kann sehr große Flächen einnehmen

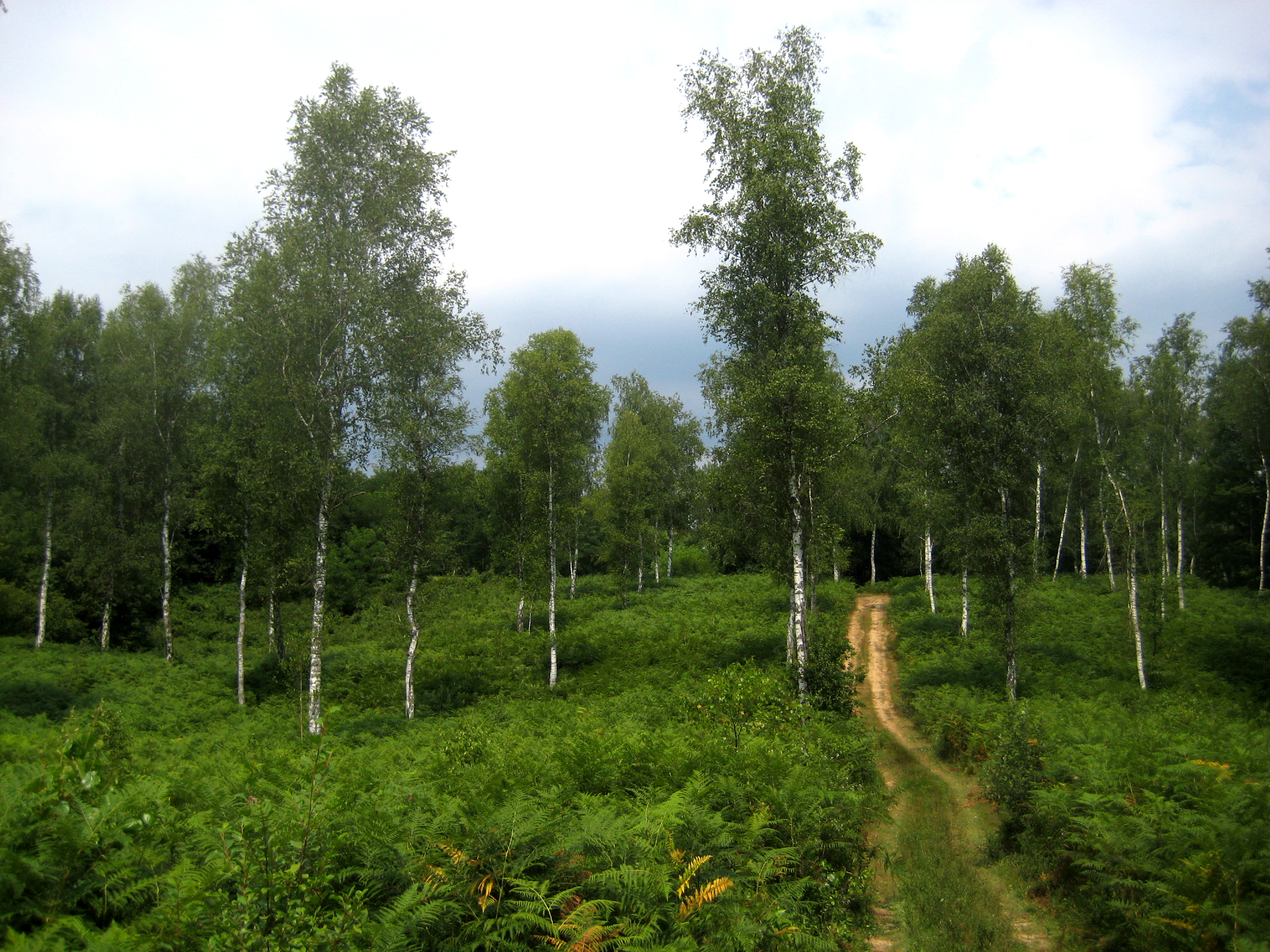
Ein für die Weißkrain typischer Steljnik, wo Adlerfarn als Einstreu für Ställe angebaut wurde

Der Adlerfarn besitzt ein im Boden 5 bis 50 Zentimeter tief kriechendes, verzweigtes Rhizom, das sehr ausgedehnt und alt werden kann. Es ist 2 bis 10 Millimeter dick und am Ende schwarz behaart. Am Rhizom entstehen jedes Jahr die einzeln stehenden, leicht überhängenden Wedel. Diese sind im Gegensatz zu anderen in Mitteleuropa vorkommenden Farnen 3- bis 4-fach gefiedert und in der Regel 0,5 bis 2 Meter hoch. Unter günstigen Bedingungen, sich anlehnend, können sie allerdings auch Höhen von bis zu 4 Meter erreichen. Der Wedelstiel ist 1 bis 2 (bis 3) Meter lang und so lang wie oder etwas länger als die Blattspreite. Der Wedelstiel ist seicht rinnig, gelblich und hat neben der Rinne 2 Leisten.  Die Fiedern sind gegenständig, im Umriss dreieckig; die unteren sind gestielt, die oberen sind sitzend. Die Blattabschnitte letzter Ordnung sind kammförmig gedrängt, fiederig gelappt bis fiederspaltig und sonst ganzrandig. An der Unterseite der Blattspindel an der Ansatzstelle der Fiedern erster Ordnung findet sich je ein extraflorales Nektarium, das während der Entwicklung des noch nicht voll ausgebildeten Blattes Tröpfchen einer zuckerhaltigen Flüssigkeit ausscheidet.
Die Sori stehen am Rande der Unterseite der Blattfiedern und werden nicht nur von einem Schleier (Indusium), sondern zusätzlich vom umgerollten Blättchenrand bedeckt. Der eigentliche Schleier der Sori ist rudimentär und meist undeutlich.
Die Chromosomenzahl beträgt 2n = 104.

## Verbreitung
"Der Adlerfarn kommt weltweit vor, lediglich in den polaren Gebieten und in Wüsten fehlt er" - diese in der Literatur oft angeführte Verbreitung ist zu korrigieren, seit die Gattung Pteridium in mehrere Arten (und Unterarten) unterteilt wird: Sie gilt nur noch für die Gattung Pteridium.
Heute kommt die Art Pteridium aquilinum im engeren Sinne in Eurasien und im nördlichen und östlichen Afrika vor; in Amerika und Australien fehlt die Art ursprünglich wie auch in zahlreichen Ländern Südasiens.
In Mitteleuropa kommt diese Art in Pflanzengesellschaften des Pruno-Rubion, des Quercion roboris und des Luzulo-Fagenion vor, ist überall verbreitet und häufig - in manchen regenreichen Gegenden wie Irland oder Schottland prägt sie gar ganze Landschaften.
Adlerfarn wächst dabei gern in lichten Wäldern, an Waldrändern und von solchen Waldrändern her unterirdisch Richtung Wiesen und Weiden: hohe und dichte, den Graswuchs verdrängende Bestände bildend oder in Gebüschen auf bodensaurem Untergrund. Auf nährstoffärmeren Böden kann er nach Kahlschlägen oder Waldbränden Massenbestände bilden. Auch in lichten Waldkiefer-Wäldern breitet er sich häufig dominierend in der Krautschicht aus; in den Allgäuer Alpen z. B. steigt sie am Söllerkopf bei Oberstdorf bis zu 1600 m über Meereshöhe auf, in Graubünden erreicht sie 1800 Meter, in Kärnten 1820 und in Norditalien 2100.
Die ökologischen Zeigerwerte nach Landolt et al. 2010 sind in der Schweiz: Feuchtezahl F = 3w+ (mäßig feucht aber stark wechselnd), Lichtzahl L = 3 (halbschattig), Reaktionszahl R = 2 (sauer), Temperaturzahl T = 3 (montan), Nährstoffzahl N = 2 (nährstoffarm), Kontinentalitätszahl K = 2 (subozeanisch).

## Behandlung durch die Forstwirtschaft
Für die Forstwirtschaft werden dichte Bestände des Adlerfarn problematisch, da sie „verdämmend“ wirken, nämlich so gut wie jede Naturverjüngung der Bäume unmöglich machen und auf Forstkulturflächen gepflanzte Bäume rasch verdunkeln können. Bei nicht genutzten landwirtschaftlichen Flächen kann sich Adlerfarn gelegentlich ebenfalls stark ausbreiten und eine erneute Nutzung verhindern. Deshalb werden bei Bedarf Herbizide mit Glyphosat gegen den Adlerfarn eingesetzt. Mechanische oder biologische Bekämpfungen zeigen geringere Erfolge.
Im Landkreis Lörrach, beiderseits oberhalb des Wiesentals zwischen Todtnau und Zell, breitet sich der Adlerfarn zum Teil auf bereits hektargroßen, nicht mehr genutzten höher gelegenen Weideflächen aus und verdrängt insbesondere Futtergräser und -kräuter in diesen historischen Kulturlandschaften. Im Rahmen eines Naturschutzgroßprojektes im Südschwarzwald wird versucht, den Farn ohne chemische Unterstützung durch Mähen und Mulchen sowie durch die Wiederaufnahme der Beweidung zurückzudrängen. Dabei soll auf sehr steilen und eher südwärts exponierten Hängen ein dichter klonaler Adlerfarn-Bewuchs als Erosionsschutz erhalten bleiben.

## Ökologie
Der Adlerfarn ist ein frostempfindlicher Rhizom-Geophyt, ein Spreizklimmer und der größte heimische Farn. Er bildet eine VA-Mykorrhiza aus, eine besondere Form der Symbiose mit einem Pilz, der mit dem Feinwurzelsystem der Pflanze in Kontakt ist.
Abweichend von den übrigen heimischen Farnen finden sich die Sporenanlagen (Sporangien) unter dem umgerollten Blattrand und es entstehen keine voneinander getrennten Sori. Die Sporen bilden sich allerdings nur in sonnigen, milden Klimalagen; sie breiten sich als Körnchenflieger durch den Wind aus. Sporenreife ist im Oktober.
Bei der geschlechtlichen Vermehrung entsteht aus der Spore zunächst noch kein neuer Farn, sondern ein blattförmiger grüner Vorkeim mit einfachem (haploidem) Chromosomensatz, das Prothallium. Das Prothallium bildet dann die eigentlichen Keimzellen aus. Bei Anwesenheit von Wasser als Medium, in dem sich die reifen Keimzellen fortbewegen können, findet dann eine Befruchtung statt. Aus der befruchteten Eizelle des Prothalliums entsteht eine neue diploide Farnpflanze mit wieder vollständigem Chromosomensatz.
Die vegetative Vermehrung erfolgt durch die langen unterirdischen Kriechsprosse (Rhizome). Es wurden in Finnland Rhizome bis zu 60 m Länge gefunden, entsprechend einem angenommenen Alter von 1.500 Jahren. Der Adlerfarn ist kalkmeidend.

## Giftigkeit
Die gesamte Pflanze ist giftig; die jungen Blätter enthalten den höchsten Gehalt an Wirkstoffen wie Blausäureglycoside. Im Erwachsenenalter stellt die Pflanze eine größere Bandbreite an Giftstoffen her, unter ihnen das Enzym Thiaminase, Ptaquilosid, ein instabiles Glykosid, und ein Saponin, Pteridin.
Reaktionen auf die Pflanze ergeben sich aus den Verzehrgewohnheiten und der damit verbundenen konsumierten Menge sowie den Empfindlichkeiten der Konsumenten. Auch welcher Teil der Pflanze und zu welcher Jahreszeit er konsumiert wird, kann einen Einfluss auf die Art der Schädigung haben.
Vergiftungen bei Pferden, Ziegen und Schweinen zeigen sich durch eine Vitamin-B1-zerstörende Wirkung, hervorgerufen durch das Enzym Thiaminase. Folgen für das Tier sind Störungen des zentralen Nervensystems, von außen wahrnehmbar durch resultierende Störungen im Bewegungsablauf bzw. motorische Störungen. Bei Rindern zeigen sich andere Reaktionen. Vergiftungen werden sichtbar durch das Auftreten von Blutungen in Maul, Nase und Stoffwechselorganen – Blut findet sich in Stuhl und Urin („Blutharnen“). Auch die Entstehung von Blasen- und Darmkrebs bei Rindern, die die Pflanze fressen, gilt als nachgewiesen. Da die oberirdischen Pflanzenteile ihre Giftwirkung auch nach dem Trocknen noch beibehalten, besteht durch die Kuhmilch auch eine Gefahr für den Menschen. Bei kleinen Wirbeltieren wie Hasen sind auch Erblindungen und das Auftreten von Krebs bekannt.

## Nutzung

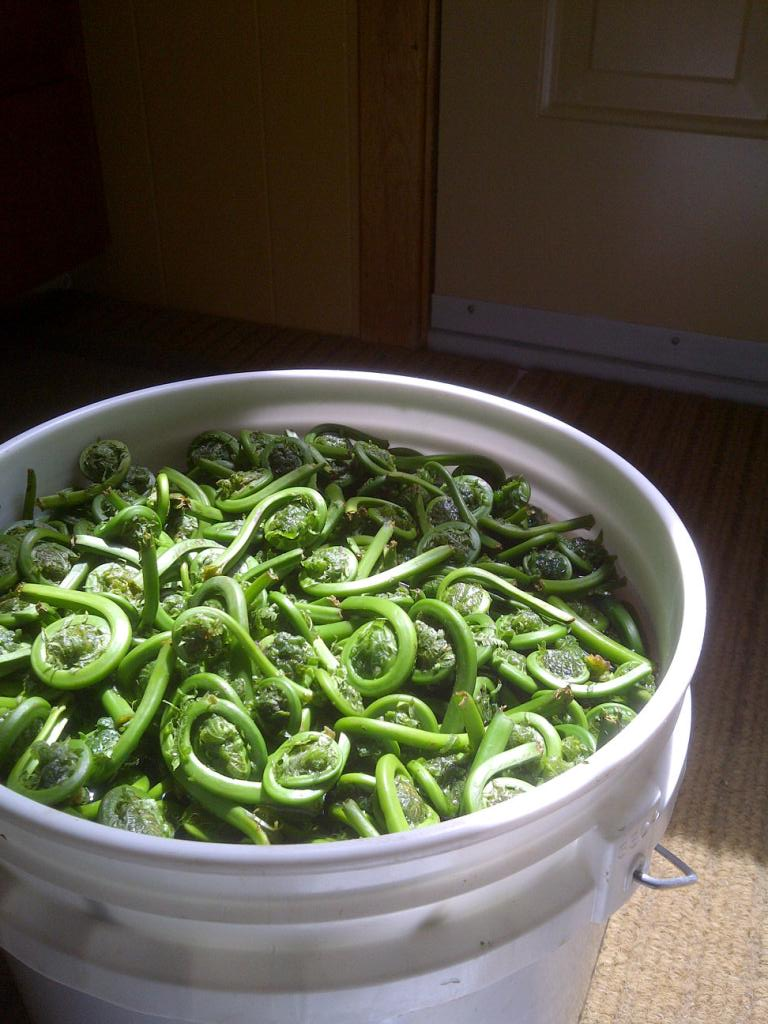
Eingerollte Triebspitzen, die auf Englisch Fiddleheads genannt werden.

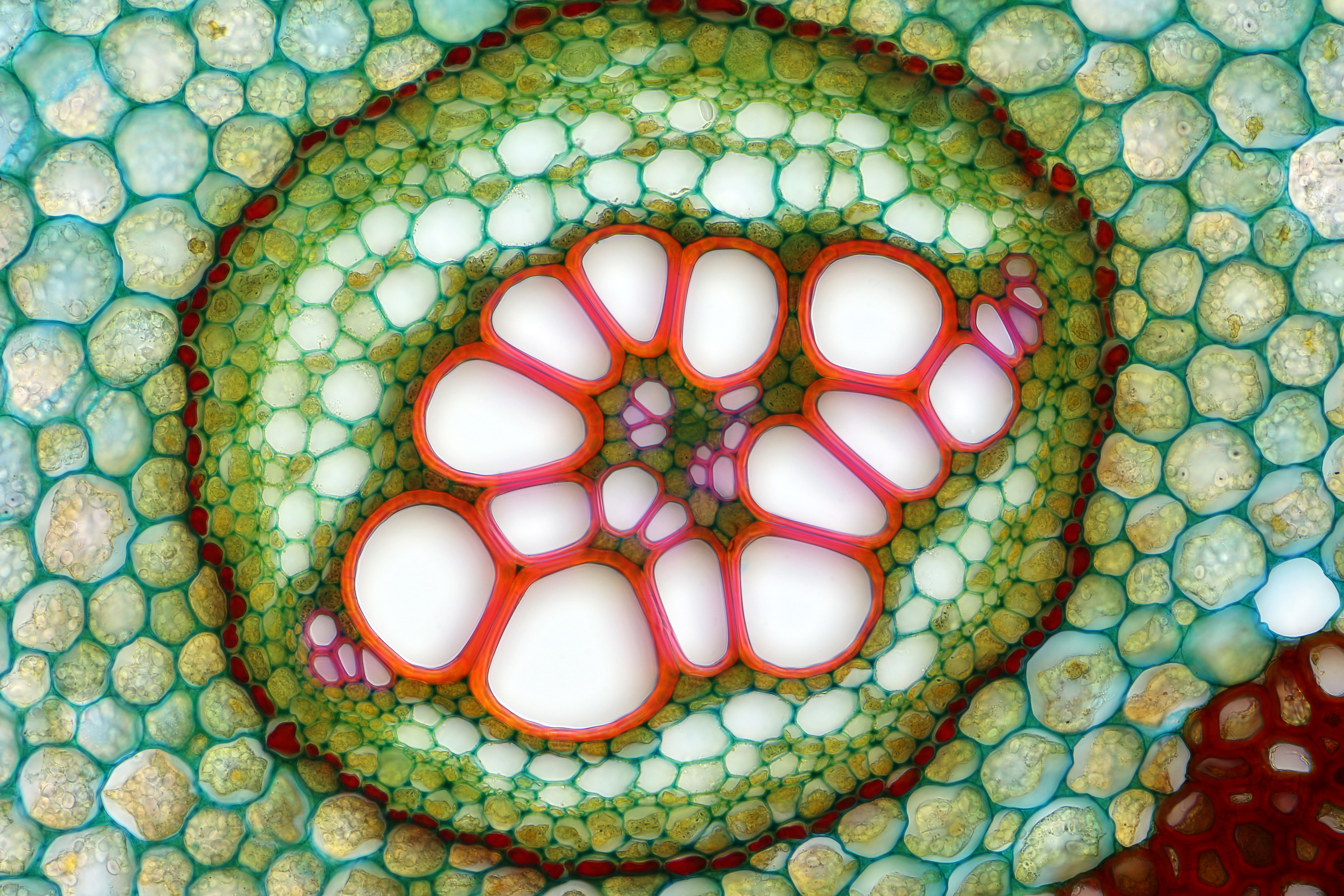
Amphikribrales Leitbündel (Phloem umgibt Xylem) eines Adlerfarn-Rhizoms

Die jungen, eingerollten Wedel sammelt man im April und Mai zur Suppe oder zum Gemüse und bewahrt sie teilweise getrocknet auf. Wenn im Herbst die oberirdischen Teile absterben, werden die horizontal sich verzweigenden Rhizome ausgegraben und zur Farnstärke benutzt. Junge Farnspitzen werden als Gemüsebeilage gedämpft oder gedünstet. Aufgrund ihrer Ähnlichkeit mit dem Kopf einer Fiedel, werden die eingerollten Farnspitzen im Englisch fiddle heads genannt.
Trotz seiner Giftigkeit wird junger Adlerfarn regional als Salat oder Wildgemüse gegessen. In einigen Gebieten Nordamerikas und Asiens, sowie in Neuseeland und Afrika wird der Adlerfarn verzehrt. Ein verstärktes Auftreten von Tumoren der Speiseröhre und Magenkarzinomen in diesen Gegenden wird damit in Verbindung gebracht.
In Europa wird Adlerfarn überwiegend aus Versehen verspeist, weil er mit dem genießbareren Straußenfarn verwechselt wurde. Verzehrt man den Farn roh oder unzureichend durchgegart, treten jedoch nach dem Verzehr beider Arten Vergiftungserscheinungen auf.
In asiatischen Ländern wie China ist Farn dagegen bereits seit 3000 Jahren Teil des Speiseplans. Adlerfarn gilt dabei als die beliebteste Farnspezies, von der alle Teile so zubereitet werden, dass sie essbar sind.
Eine besondere Behandlung macht den Farn dabei bekömmlicher. In Japan wird er vor dem Verzehr über Nacht in eine heiße Natronlösung gelegt, bevor sie am nächsten Tag in frischem Wasser gekocht werden. Sie weisen eine schleimige Konsistenz auf und werden meist kalt mit Sojasauce gegessen. Auch wird Stärke durch Auswaschung aus den zerkleinerten Rhizomen gewonnen, die für Süßspeisen verwendet wird, aber mehr und mehr durch ein Surrogat aus Süßkartoffelstärke ersetzt wird.
In der Weißkrain wurde in sogenannten Steljniki (Einstreuwälder, von slowenisch stelja ‚Streu‘) Adlerfarn als Einstreu kultiviert.
Im Mittelalter glaubte man, dass der Farn in der Walpurgisnacht blühe. Man glaubte auch, dass die 'Samen' des Farns den Menschen unsichtbar machen könne.

## Systematik und Taxonomie
Die Systematik des Adlerfarns ist ziemlich unklar. Er wird manchmal als einzige Art seiner Gattung angesehen, manchmal werden der Gattung Pteridium auch noch einige andere, tropische Arten zugeordnet. Je nach Autor gehört er zu einer der Familien Dennstaedtiaceae, Hypolepidaceae oder Pteridaceae. Deren Einordnung in eine Ordnung wird wiederum unterschiedlich gehandhabt.

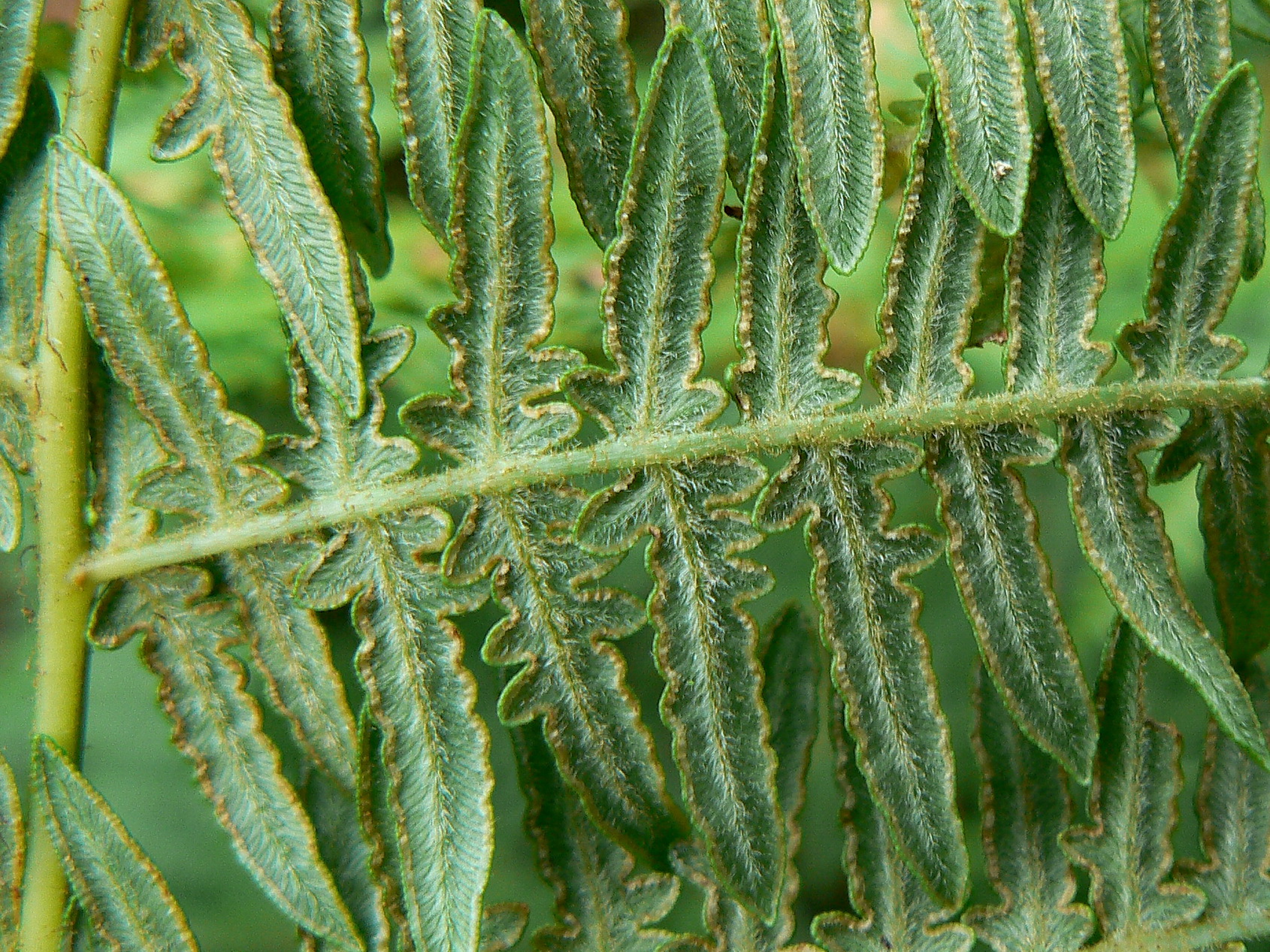
Pteridium aquilinum subsp. aquilinum behaarte Blattspindel und gewimperte Blattfiedern, Unterseite

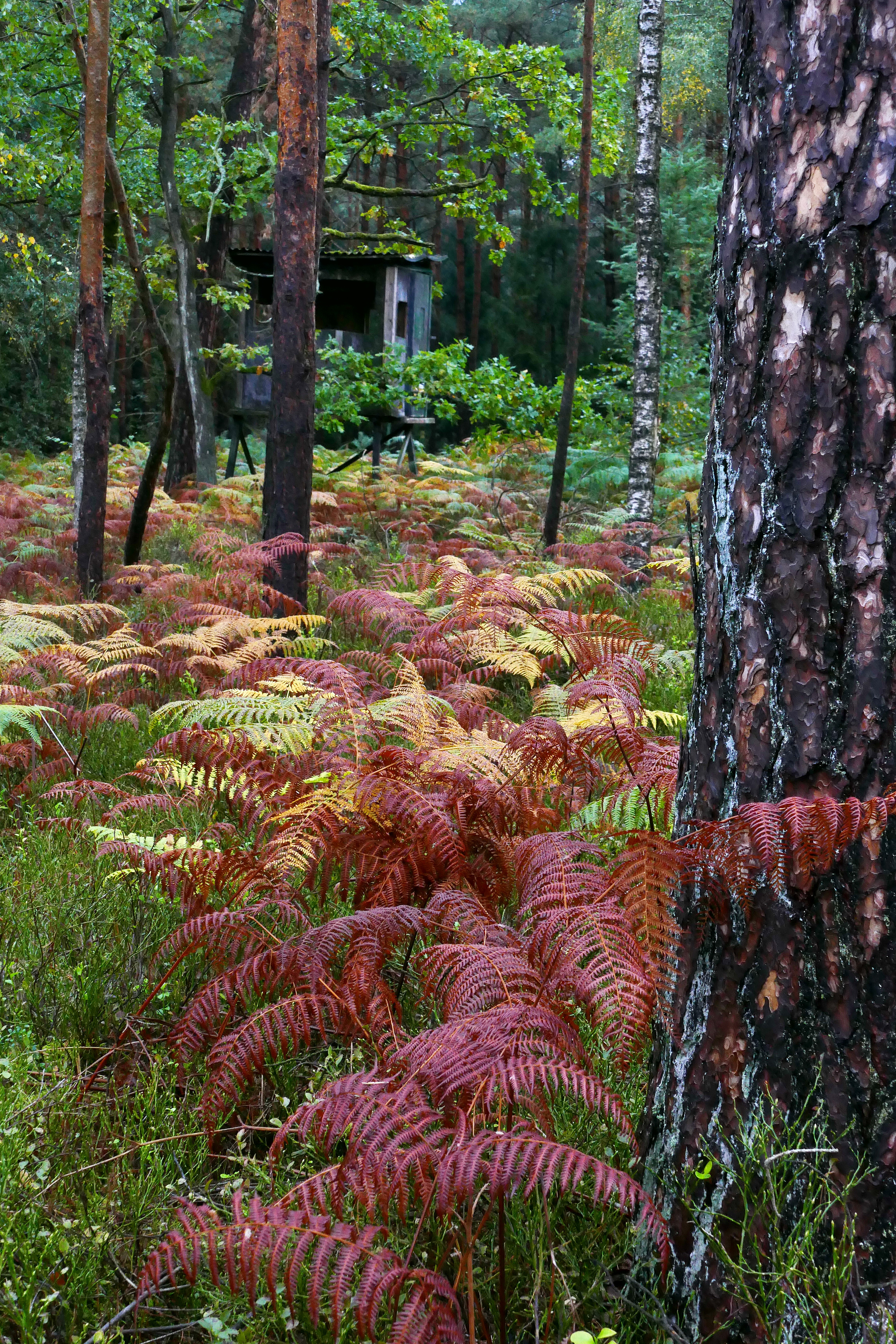
Adlerfarn im Herbst im Forst Rundshorn bei Hannover

Der Adlerfarn wurde 1753 von Carl von Linné in Species Plantarum Tomus II, S. 1075 als Pteris aquilina erstbeschrieben. Die Art wurde 1879 von Friedrich Adalbert Maximilian Kuhn in Karl Klaus von der Decken: Reisen in Ost-Afrika in den Jahren 1859-1865, Band 3 (3), S. 11 als Pteridium aquilinum (L.) Kuhn in die Gattung Pteridium gestellt.
In Mitteleuropa werden drei Unterarten unterschieden:
- Pteridium aquilinum subsp. aquilinum: Mit behaarter Blattspindel. Vorkommen im ganzen Bereich der Art.
- Pteridium aquilinum subsp. latiusculum (Desv.) Underw. ex A. Heller: Mit fast kahler Blattspindel und stets ungewimperten Blattfiedern. Nördliches Mitteleuropa und Nordeuropa, Asien und Nordamerika.[23] Nach M.Hassler kommt diese Unterart nur in Nordamerika vor.[24]
- Pteridium aquilinum subsp. pinetorum (C.N.Page & R.R.Mill) J.A.Thomson: Nach M. Hassler und M. Koltzenburg gehören die mitteleuropäischen Vorkommen mit kahler Blattspindel zu dieser Unterart. Sie wurde in Deutschland (Bayern, Berlin, Mecklenburg-Vorpommern, Niedersachsen, Sachsen und Sachsen-Anhalt)[25], England, Schottland, Dänemark, Polen und Tschechien nachgewiesen.[24]